# Horus
Horus is een Egyptische valkengod, die werd aanbeden sinds het begin van Oud-Egyptische beschaving tot aan de introductie van het christendom.

## Mythologische betekenis
De god heeft een rijke historie van aanbidding, door de jaren zijn er een aantal rollen richting de god Horus toegeschreven. 

### Horus als god van het koningschap
Horus was een dynastiegod die werd toegeschreven aan de koningen van de 1e t/m 3e dynastie. Door de rol van Horus als hemelgod te verbinden aan de dynastiegod werd het grondlegger van het Egyptische koningschap. Zo werd de farao een incarnatie van Horus. Na zijn dood werd de overleden farao dan een verpersoonlijking van Osiris en ging Horus over op de levende persoon van de nieuwe farao. De Turijnse koningslijst beschrijft de koningen van de 1e t/m 3e dynastie van Egypte als de “Volgers van Horus”.
De koningen schreven hun naam in een Serech of een gestileerde paleis met een Horus-valk erbovenop. Een van de titels was ook de Gouden Horusnaam.
De god Haroer of Horus de oudere (Grieks: Haroëris) wordt afgebeeld als een oude god die lang heeft gevochten met zijn oom Seth om de troon van Egypte. Uiteindelijk wordt de troon van Egypte toegewezen aan Horus door de raad van de goden. De god Harmaoe of Horus de vereniger (Grieks: Harsomptus) vervult de rol van de vereniging van Egypte en het heersen over Egypte. Dit verwijst naar het thema Strijd tussen Horus en Seth om de troon.

### Horus als hemelgod
Horus was van origine een hemelgod. Zijn naam her betekent: de verre of de hoge en heeft te maken met de valk die op grote hoogte vliegt of aanvalt. 
De god werd in Hierakonpolis vereerd als hemelse valk: zijn rechteroog was de zon, zijn linker de maan, zijn gespikkelde veren zijn de sterren, zijn vleugels de lucht die de wind produceert. Het is de hemelgod die zijn vleugels over de aarde uitspreidt.

### Horus als zonnegod
Als de god Horachty of “Horus van de twee horizons”, kreeg het de rol van de opkomende en neergaande zon, de neergaande zon en god van het oosten. In de Piramide Teksten staat een passage: “De dode koning zal worden herboren in de oostelijke lucht zoals Horachty”. De cultus van de god werd verbonden met Re van Heliopolis als Re-Horachety.
Als de god Horbehedet of Horus van Edfu werd de god vereerd als een zonneschijf met vleugels. Het kreeg de rol van de zon die door de lucht heen zweeft.
De god Horemachet of Horus van de horizon (Grieks: Harmachis) werd als zonnegod in de vorm van een valk of leeuw afgebeeld. Vanaf het Nieuwe Rijk werd de Sfinx van Gizeh beschouwd als afbeelding van Horemachet, terwijl deze de koning Chefren uitbeeldt.

### Horus het kind
Horus als kind werd op verschillende manieren uitgebeeld en vereerd.
- Als Her-hery-wadj of Horus in de papyrusplant, werd de god afgebeeld op een papyrusplant met een koningskroon en een vlegel. Volgens de mythe was Isis zwanger geworden van Osiris en baarde het kind in de papyrusvelden. Het kind – de erfgenaam van Osiris – werd verborgen gehouden voor Seth, de broer van Osiris, die zich ook als erfgenaam van Osiris beschouwde.
- Als Her-pa-chered of Horus het kind (zie Harpocrates) werd de god afgebeeld als een kwetsbaar kind zittend op de schoot van zijn moeder Isis. Of als een zelfstandige god met koningsregalia.
- Als Her-sa-aset of Horus zoon van Isis (Grieks: Harsiese) werd de god geïdentificeerd als zoon van Isis en legitieme zoon van en opvolger van Osiris. Verwant hiermee is de titel Her-ioen-moetef of Horus pijler van zijn moeder en Her-nedj-itef of Horus redder van zijn vader (Zie Harendotes).

### Horus als zoon van Osiris en Isis
Horus is de zoon van Osiris en Isis, en een broer van Bastet.
Horus werd geboren na zelfbevruchting door zijn moeder Isis. Isis kon de penis van Osiris niet terugvinden toen zijn lichaam in 14 stukken was gesneden en in de Nijl geworpen door hun broer, Seth. Uit vrees dat Seth haar zoon om het leven zou brengen, liet Isis het kind in een papyrusmandje in het noorden van de Nijldelta te water, in de hoop dat het kind door iemand zou worden gevonden en grootgebracht. Zo gebeurde ook. Uiteindelijk is het Horus die Seth vermoordt.
Horus heeft vier zonen.

## Verschijning
De god Horus wordt afgebeeld als een valk of als mens met een valkenkop. Volgens Richard H. Wilkinson zou dit de Falco biarmicus of de Falco peregrinus kunnen zijn. Horus als valk wordt soms voorzien met koninklijke attributen zoals de Nekhakha-kromstaf en een Egyptische kroon. Soms heeft de valk ook een zonneschijf op de kop. Horus als mens met een valkenkop wordt eveneens met koninklijke attributen getoond. Het draagt meestal een anchsymbool en begeleidt de farao of overledene naar de goden.
Als Horus-Behedet werd de god afgebeeld als een zonneschijf met twee vleugels met daaronder twee ureaus-slangen.
Als Horus-het-kind werd de god afgebeeld als een baby bij Isis op schoot, of als jong kind met een zijlok staande op een krokodil.

## Verering

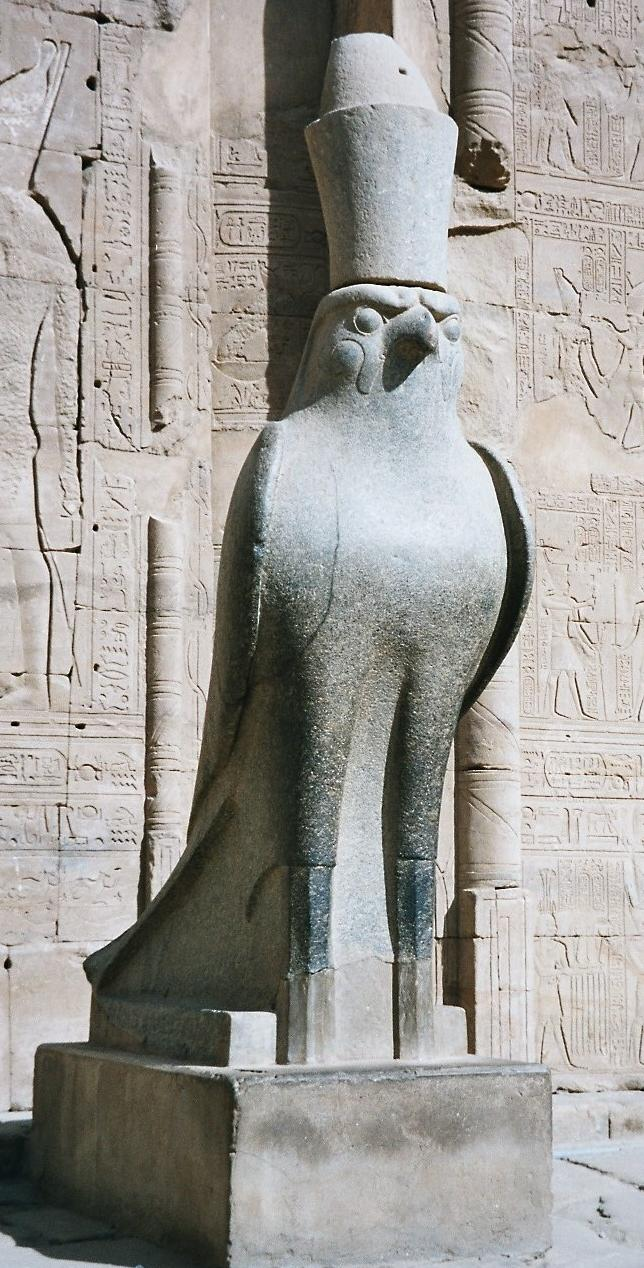
Horus als valk in de Tempel van Horus te Edfu.

De verering van Horus nam een belangrijke plaats in de Oud-Egyptische godsdienst in. De valkgod Horus was meester van de lucht. Zijn ogen waren de zon en de maan. Zijn oog zorgde als amulet voor bescherming tegen het kwade (zie Oog van Horus). Zijn ogen zagen alles, zelfs de gevoelens en stemmingen van de mens. Horus was de zoon van Osiris en Isis, werd meestal afgebeeld als een valk of als een man met een valkenhoofd.

### Kom Ombo
Horus werd vereerd in de tempel te Kom Ombo waar zijn geboorte en zijn veldslagen met Seth werden besproken. De tempel werd eigenlijk gebouwd voor twee goden: de oostelijke kant was gebouwd voor de god Sobek en de westelijke kant voor Haroëris. Haroëris is met zijn havikskop een van de incarnaties van Horus, en werd soms Horus de Oudere genoemd. Horus volgde zijn vader op als koning van Egypte, en zo was iedere farao eigenlijk de aardse incarnatie van Horus. Ze werden afgebeeld met de dubbelkroon.
In het westelijke deel van de tempel werd ook een triade van vader, moeder en kind aanbeden, respectievelijk: Haroëris (Horus de Oudere), Tasenetnefret (een manifestatie van Hathor of Tefnoet; bijgenaamd "de Goede Zuster" of "de Goede Echtgenote") en Panebtaoei (Sobek, bijgenaamd de "Heer van de Twee Landen", een titel van de farao).

### Edfu
Horus werd ook als Horus-Behedet vereerd in zijn tempel te Edfu. De pylonen van de tempel is 80 m hoog. De huidige tempel werd in de Romeinse tijd gebouwd, maar bouwde eigenlijk voort op een tempel die dateerde uit het Nieuwe Rijk. De bouw ervan werd begonnen in 237 v.Chr. door Ptolemaeus III en voltooid in 57 v.Chr. door Ptolemaeus XII. Het is niet enkel de best bewaarde tempel, maar ook de tweede grootste tempel van Egypte. Men geloofde dat de tempel gebouwd was op de plaats van de strijd tussen Horus en Seth.
De tempel had ook een mammisi: een gebouw dat verband hield met de rituelen rond de geboorte van Horus. Er waren talrijke reliëfs aangebracht, met inbegrip van het Feest van de prachtige ontmoeting, de jaarlijkse bijeenkomst tussen Horus en zijn vrouw Hathor. De reliëfs zijn meestal gelegen aan de binnenkant van de eerste pyloon en zijn geestelijk gebonden met de tempel van Hathor te Dendera.
Tijdens de derde maand van de zomer zouden de priesters in Dendera het standbeeld van Hathor op haar bark plaatsen en zouden zo het standbeeld naar de tempel Edfu brengen, waar men geloofde dat Hathor een echtelijk bezoek bracht aan Horus. Elke nacht zouden ze zich in het mammisi terugtrekken.

### Andere cultuscentra
Er waren in Egypte gelijksoortige goden in verschillende regio's, die door de cultus van Horus waren overvleugeld en geassimilieerd. Horus werd ook samen met andere goden vereerd. Het is daarom niet gemakkelijk om een eenduidige regio aan te wijzen als hét cultuscentrum van Horus. De god werd in heel Egypte vereerd, maar ook in Nubië en werd ook populair in de Grieks-Romeinse wereld voor de opkomst van het christendom.
Enkele andere cultuscentra waren:
- Tjaroe (Neder-Egypte), de verering van Horus van Mesen onder vorm van een leeuw en vanwege het theologisch verband met Edfu wordt Tjaroe weleens Edfu van Neder-Egypte genoemd.
- Letopolis (Neder-Egypte), de verering van Kenty-irty.
- Athribis (Neder-Egypte), de verering van Kenty-khem.
- Gizeh, aanbidding van de god Harmachis.
- Hierakonpolis (Nechen in Neder-Egypte) was de stad waar de god Horus reeds sinds de pre-dynastieke periode werd vereerd.
- Boeto, als in de historische stad Pe, waar volgens de Piramideteksten de god Horus werd vereerd.
- Baki (Nubië) (Kuban), waar de zogenaamde Horus van Baki werd vereerd.
- Boehen (Egypte) en Miam (Nubië) (Aniba), waar de zogenaamde Horus van Miam werd vereerd.

## Trivia
- De planeet Mars werd door de Egyptenaren Her Djeser genoemd oftewel Rode Horus.
- In de Egyptische kalender waren er vijf toegevoegde dagen om het jaar te voltooien. De tweede dag was in het teken van de geboorte van Haroëris of Horus de Oudere.[3]

## Galerij

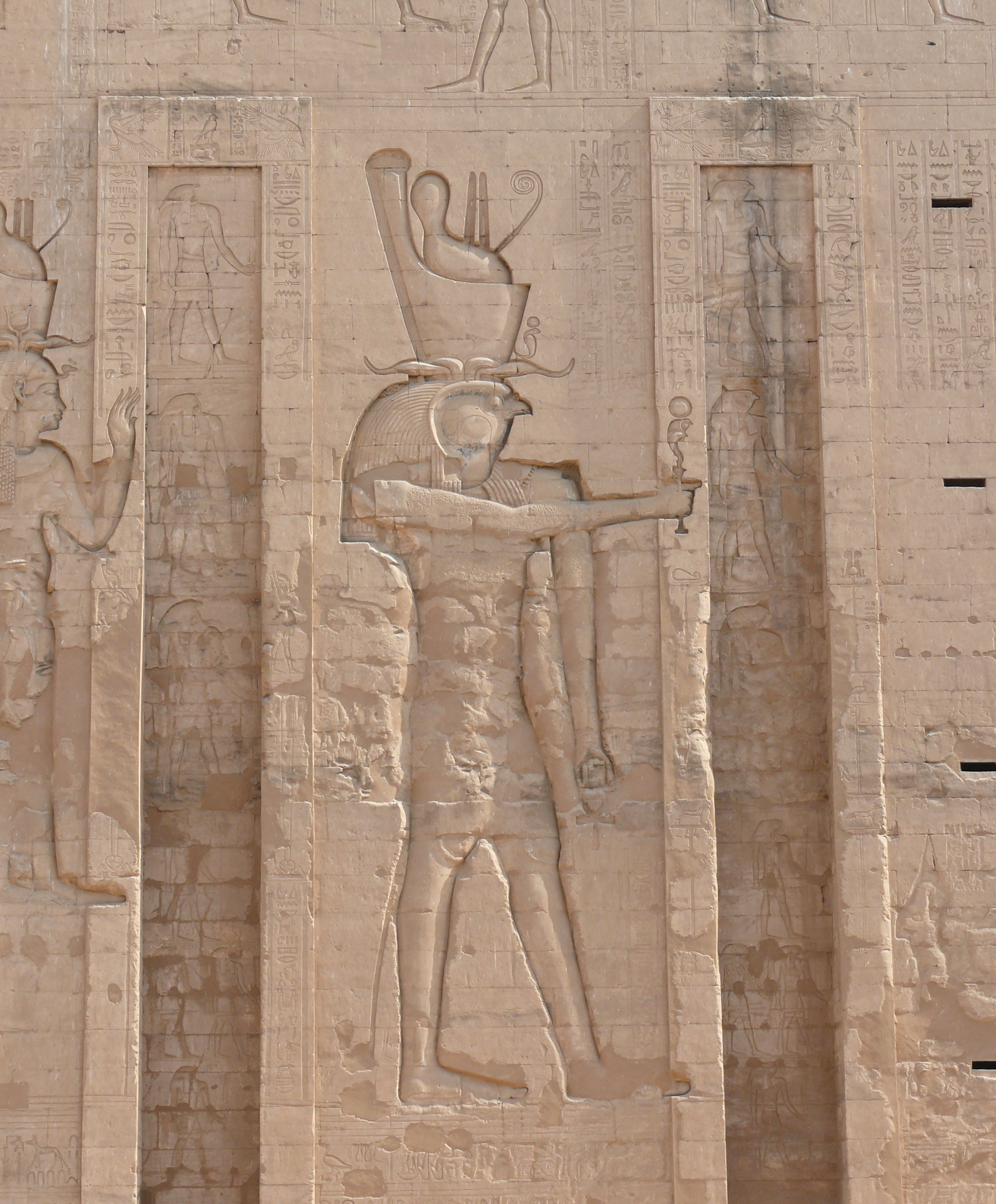
Reliëf van Horus in de Tempel van Horus in Edfu
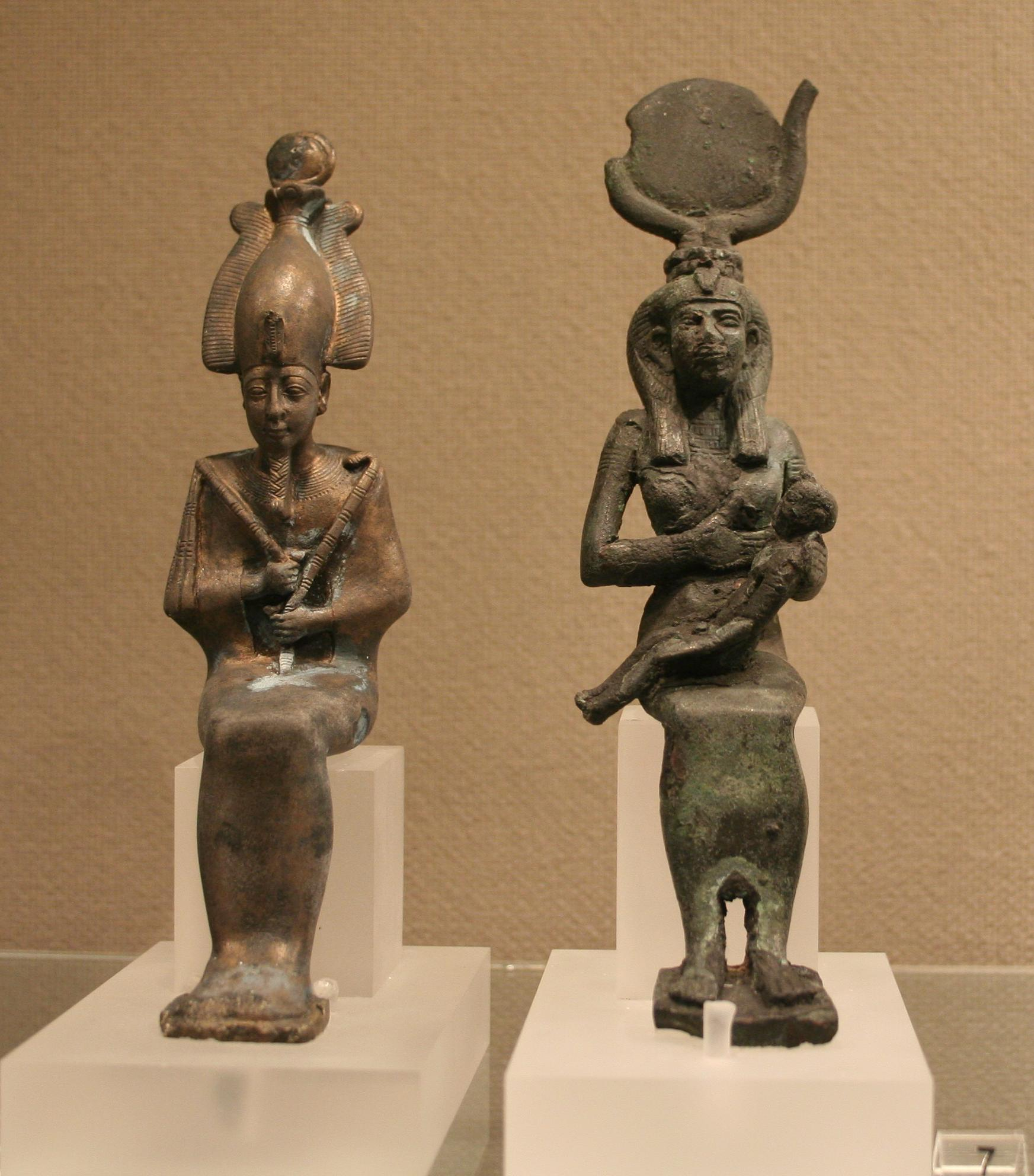
Osiris en Isis met Horus Ägyptisches Museum in Leipzig
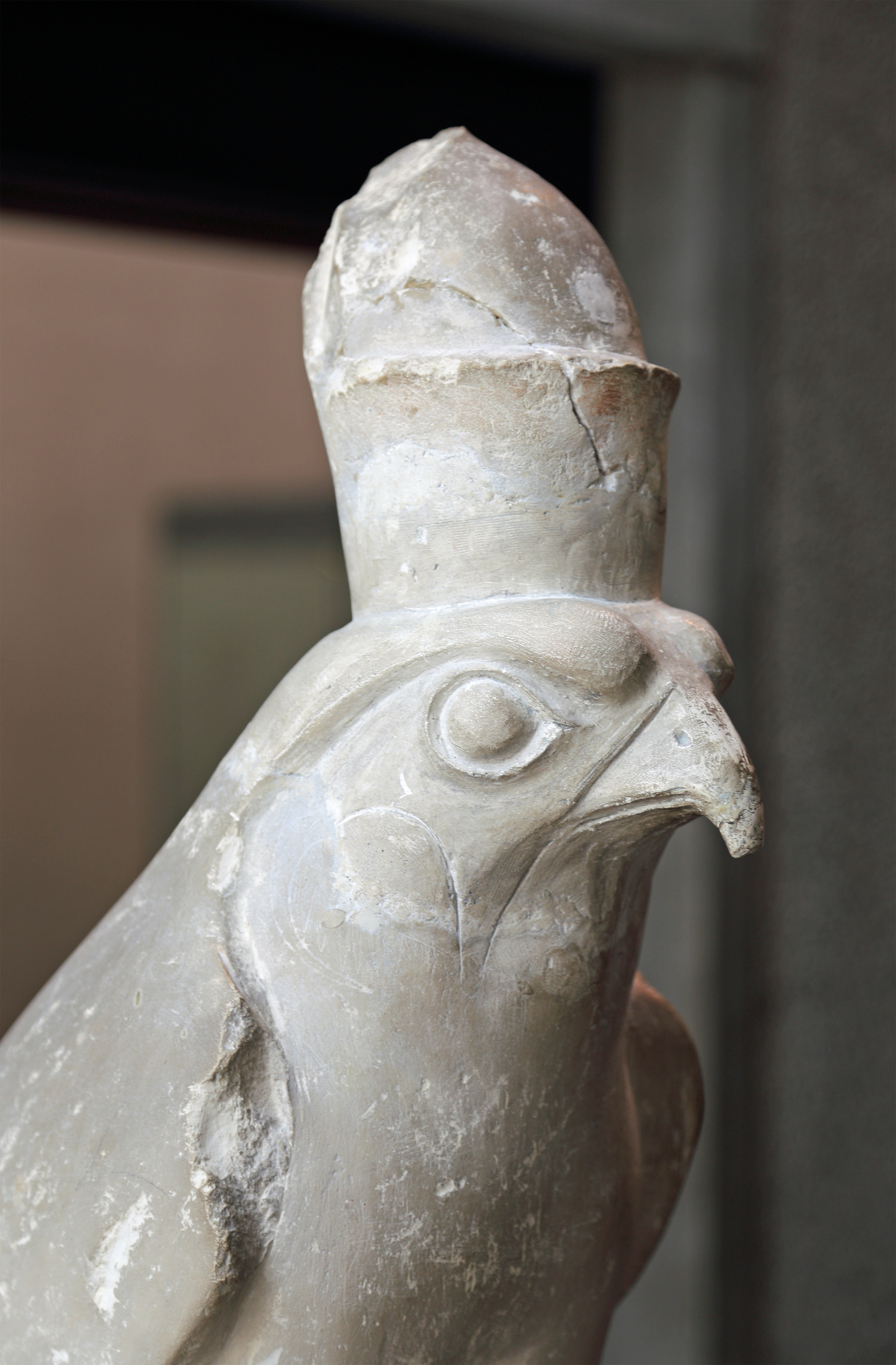
Beeld van Horus uit de tijd van farao Amenhotep II (18de eeuw voor Chr.) in het Koninklijk Museum van Mariemont (België)

Aker · Amaoenet · Ammit · Amenhotep, zoon van Hapoe · Amon · Amon-Re · Amset · Anat · Andjeti · Anhoer · Anubis · Anoeket · Apedemak · Apepi · Apis · Arensnuphis · Astarte · Atoem · Aton · Baäl · Baälat · Bat · Banebdjedet · Bastet · Benben · Benoe · Bes · Buchis · Chentiamentioe · Chepri · Chons · Doeamoetef · Geb · Hapy (Nijlgod) · Hapy (zoon van Horus) · Harmachis · Harpocrates · Hathor · Hatmehyt · Heh en Hehet · Heka · Heket · Herisjef · Hesat · Horus · Hoe · Iaret · Imhotep · Ishtar · Isis · Isis-Sothis · Kebehsenoef · Kek · Chnoem · Maät · Mandulis · Mentoe · Meretseger · Mesechenet · Min · Miysis · Mnevis · Moet · Naoenet · Nechbet · Nechen en Pe · Nefertem · Neith · Nennoe · Nephthys · Noen · Noet · Osiris · Pachet · Ptah · Qetesh · Ra · Renenoetet · Renpit · Resjef · Satet · Sechmet · Selket · Serapis · Sesjat · Seth · Sjoe · Sobek · Sokaris · Sopdet · Ta-Bitjet · Tabh · Tatenen · Taweret · Tefnoet · Thoth · Wadjet · Wepwawet · Werethekaoe ·
- Gemeinsame Normdatei: 118707205
- Library of Congress Control Number: no2015152881
- Nationale Bibliotheek van Israël: 987007428525505171
- Système universitaire de documentation: 02757508X
- Virtual International Authority File: 69724039